# Микитівка (Ровеньківський район)
Микиті́вка — село в Україні, в Хрустальненській міській громаді Ровеньківського району Луганської області. Населення становить 285 осіб. Орган місцевого самоврядування — Микитівська сільська рада.

## Населення
За даними перепису 2001 року населення села становило 285 осіб, з них 43,51% зазначили рідною українську мову, а 56,49% — російську.